# Нікола Пашич
Нікола Пашич (19.12.1845, Заєчар, Сербія — 10.12.1926, Белград) — сербський і югославський політик і дипломат, найбільш впливовий із сербських політиків в кінці XIX — початку XX століття, ідеолог «Великої Сербії». Відіграв істотну роль у заснуванні Югославії, очолював її зовнішньополітичне відомство. За свою політичну кар'єру, що охоплювала майже п'ять десятиріч, п'ять разів ставав прем'єр-міністром Сербії і тричі — прем'єр-міністром Югославії.